# Nervus transversus colli
Nervus transversus colli er en nerve på halsen der udspringer fra det cervicale plexus i nakken. Den snor sig omkring den posteriore side af musculus sternocleidomastoideus og krydser denne midtover til platysma, som den også forløber henover. Den deler sig omkring overgangen til platysma til superiore og inferiore grene. De superiorer innerverer opad mod kæberanden og de inferiore nedad imod incisura jugularis.
Nerven er udelukkende kutan, altså innerverer den kun hud sensorisk.